# AS Ashanti Golden Boys
El AS Ashanti Golden Boys es un equipo de fútbol con sede de Conakry, Guinea. Actualmente juega en el Campeonato Nacional de Guinea.

## Historia
Fue fundado en 1997, donde en 2004/05 jugó la segunda división, ahí logró el ascenso al campeonato nacional por primera vez en su historia. El club consiguió dos subcampeonatos de la Copa Nacional de Guinea.
El equipo tuvo el mejor puesto, el 4.° que a pesar de no conseguir títulos de la liga, tiene acceso a la Liga de Campeones de la CAF 2020-21 por primera vez en la historia.

## Palmarés
- Copa Nacional de Guinea: 0

Subcampeonatos (2): 2011, 2012

## Participación en competiciones de la CAF
| Temporada | Torneo                       | Ronda      | Club             | Casa | Visita | Global |
| --------- | ---------------------------- | ---------- | ---------------- | ---- | ------ | ------ |
| 2020/21   | Liga de Campeones de la CAF  | Preliminar | Stade Malien     | 1-2  | 0-2    | 1-4    |
| 2021/22   | Copa Confederación de la CAF | 1          | Bayelsa United   | 1    | 2-4    | 2-4    |
| 2022/23   | Copa Confederación de la CAF | 1          | Nouakchott Kings | 2-0  | 0-1    | 2-1    |
| 2022/23   | Copa Confederación de la CAF | 2          | FAR Rabat        | 0-1  | 0-4    | 0-5    |

1- La serie se jugó a partido único por el Golpe de Estado en Guinea de 2021.